# Афтон (Айова)
Афтон (англ. Afton) — місто (англ. city) в США, в окрузі Юніон штату Айова. Населення — 874 особи (2020).

## Географія
Афтон розташований за координатами 41°1′39″ пн. ш. 94°11′43″ зх. д. / 41.02750° пн. ш. 94.19528° зх. д. (41.027618, -94.195373).  За даними Бюро перепису населення США в 2010 році місто мало площу 2,56 км², уся площа — суходіл.

## Демографія
Згідно з переписом 2010 року, у місті мешкало 845 осіб у 355 домогосподарствах у складі 218 родин. Густота населення становила 331 особа/км².  Було 400 помешкань (157/км²).
Расовий склад населення:
| - 98,6 % — білих - 0,5 % — корінних американців - 0,1 % — азіатів |

До двох чи більше рас належало 0,4 %. Частка іспаномовних становила 0,9 % від усіх жителів.
За віковим діапазоном населення розподілялося таким чином: 26,4 % — особи молодші 18 років, 56,0 % — особи у віці 18—64 років, 17,6 % — особи у віці 65 років та старші. Медіана віку мешканця становила 38,6 року. На 100 осіб жіночої статі у місті припадало 97,9 чоловіків;  на 100 жінок у віці від 18 років та старших — 92,6 чоловіків також старших 18 років.
Середній дохід на одне домашнє господарство  становив 48 388 доларів США (медіана — 42 137), а середній дохід на одну сім'ю — 56 200 доларів (медіана — 50 625). Медіана доходів становила 35 375 доларів для чоловіків та 31 402 долари для жінок. За межею бідності перебувало 10,1 % осіб, у тому числі 6,6 % дітей у віці до 18 років та 22,0 % осіб у віці 65 років та старших.
Цивільне працевлаштоване населення становило 522 особи. Основні галузі зайнятості: виробництво — 29,3 %, освіта, охорона здоров'я та соціальна допомога — 20,7 %, сільське господарство, лісництво, риболовля — 8,0 %, роздрібна торгівля — 7,5 %.